# Джуманазаров, Акмурад Гельдымурадович
Акмурад Гельдымурадович Джуманазаров (туркм. Akmyrat Geldimyradowiç Jumanazarow; 5 ноября 1987) — туркменский футболист, центральный защитник. Выступал за национальную сборную Туркменистана.

## Клубная карьера
Профессиональную карьеру начал в футбольном клубе «Мерв». 2014 год начал в футбольном клубе МТТУ. В 2014 году стал обладателем Кубка президента АФК, в финале турнира был обыгран северокорейский «Римёнсу».
С января 2016 года играл за ашхабадский «Алтын Асыр». В 2019 году вернулся в «Мерв», а в 2020 году перешёл в другой клуб из города Мары — «Энергетик».

## Достижения
Сборная Туркменистана
- Финалист Кубка вызова АФК: 2012

МТТУ
- Кубок президента АФК: 2014